# Russisch-Surinaamse betrekkingen

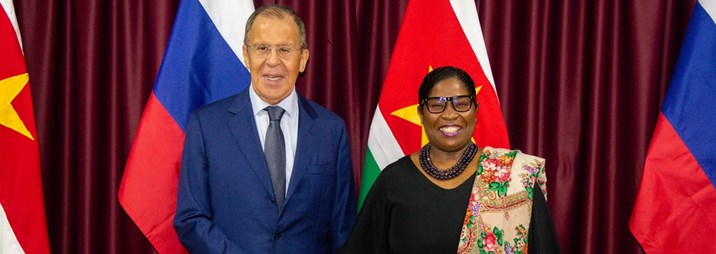
BuZa-ministers Lavrov en Pollack-Beighle, 2019

Russisch-Surinaamse betrekkingen verwijzen naar de huidige en historische betrekkingen tussen Rusland en Suriname.

## Betrekkingen
De betrekkingen zijn meteen vanaf de Surinaamse onafhankelijkheid op 25 november 1975 tot stand gekomen, in eerste instantie voor Rusland als geheel van de Sovjet-Unie. 
In maart 1990 bracht een delegatie van de Opperste Sovjet een bezoek aan Suriname.

## Diplomatieke missies
De Sovjet-belangen werden behartigd vanuit de ambassade in Colombia.
Op 27 oktober 1981 werden in beide staten ambassades geopend. Op 3 januari 1992 erkende Suriname de Russische Federatie als de opvolgerstaat van de Sovjet-Unie.
In 1995 werd de Russische ambassade in Paramaribo wegens gebrek aan materiële middelen opgeheven. Sindsdien worden de Russische belangen behartigd vanuit de ambassade in Brazilië.

### Versteviging banden vanaf 2017
Eind oktober 2017 bezocht een Surinaamse delegatie Rusland om de mogelijkheden tot samenwerking te onderzoeken. Op 31 oktober sloten beide landen een Memorandum van Samenwerking. Tijdens een bezoek van de in Brazilië residerende ambassadeur Sergey Akopov werd visumvrij reizen tussen beide landen voorbereid. Tijdens de 73e VN-vergadering in 2018 tekenden BuZa-ministers Yldiz Pollack-Beighle en Sergej Lavrov twee overeenkomsten, wat voor Rusland in de praktijk visumvrij personenverkeer betekende voor alle Zuid-Amerikaanse landen. In 2019 werd dit in een wet bekrachtigd.
Begin juli 2019 ontving 's Lands Hospitaal van Rusland medische apparatuur en training om ermee om te leren gaan. Op 28 juli maakte Lavrov een bliksembezoek aan Suriname. Het was het eerste bezoek van een Russische minister aan Suriname. Hierbij ontmoette Lavrov nagenoeg de gehele regering. Tijdens het bezoek werd de donatie van meer medische apparatuur aangekondigd en een uitleveringsverdrag voorbereid.

## Roofmoord in 1990
Op 10 april 1990 werd Stasis Obukauskas, de tweede secretaris en consul van de Sovjet-Unie, dood aangetroffen langs de Kennedy Highway naar de Johan Adolf Pengel International Airport. Volgens de politie had hij Paramaribo de dag ervoor in een auto verlaten. Politieagenten troffen zijn lichaam in een greppel aan met drie schotwonden in het hoofd. De politie hield de daders twee dagen later aan toen ze de auto van Obukauskas probeerden te verkopen. De mannen hebben de misdaad bekend.

## Russische helikopter in 2020
Begin februari 2020 landde een grote Mil Mi-8-helikopter op de Johan Adolf Pengel International Airport. Oppositieleider en de latere president Chan Santokhi reageerde de situatie zorgwekkend te vinden, vlak voor de verkiezingen van 25 mei 2020. Kort hierna werd uitleg gegeven dat het ging om de inzet voor zware wegenbouwmachines in het binnenland en medische hulpverlening. Enkele weken later maakte minister Gillmore Hoefdraad van Financiën een bezoek aan een helikopterfabriek in Rusland. Vanwege betalingsachterstanden werd de helikopter in juli 2020 teruggehaald. Het gebruik van de helikopter gedurende een half jaar kostte Suriname 1,87 miljoen USD.

## Russische invasie van Oekraïne in 2022
Suriname ontving op 10 februari 2022, twee weken voor de Russische invasie van Oekraïne, een Russische delegatie. Toen de spanningen daarna opliepen waren er geen contacten tussen Albert Ramdin van Buitenlandse Zaken (BIBIS) en zijn Russische ambtsgenoot Sergej Lavrov.
De regering-Santokhi/Brunswijk reageerde officieel op de invasie "met grote verontrusting". In Caricom-verband veroordeelde Suriname de invasie. Terwijl een meerderheid van stemming in de Algemene Vergadering van de Verenigde Naties Rusland wegstemde uit de Mensenrechtenraad van de Verenigde Naties, onthield Suriname zich op 7 april 2022 van stemmen.